# Temporada 1991-92 de los Houston Rockets
La temporada 1991-92 fue la vigesimoprimera de los Houston Rockets en su localización de Texas, y la vigesimoquinta en la NBA, tras haber jugado las cuatro primeras en San Diego (California). La temporada regular acabó con 42 victorias y 40 derrotas, ocupando el noveno puesto de la conferencia Oeste, no logrando clasificarse para los playoffs.

## Elecciones en elDraft
| Ronda | Puesto | Jugador      | Posición  | Nacionalidad   | Universidad/Club   |
| ----- | ------ | ------------ | --------- | -------------- | ------------------ |
| 1     | 20     | John Turner  | Ala-Pívot | Estados Unidos | Phillips*          |
| 2     | 47     | Keith Hughes | Ala-Pívot | Estados Unidos | Rutgers            |
| 2     | 51     | Žan Tabak    | Pívot     | Croacia        | KK Split (Croacia) |

## Temporada regular
| División Medio Oeste   | División Medio Oeste | División Medio Oeste | División Medio Oeste | División Medio Oeste | División Medio Oeste | División Medio Oeste | División Medio Oeste | División Medio Oeste |
| Equipo                 | G                    | P                    | %                    | PD                   | Casa                 | Fuera                | Div                  |                      |
| ---------------------- | -------------------- | -------------------- | -------------------- | -------------------- | -------------------- | -------------------- | -------------------- | -------------------- |
| y-Utah Jazz            | 55                   | 27                   | .671                 | —                    | 37–4                 | 18–23                | 20–6                 |                      |
| x-San Antonio Spurs    | 47                   | 35                   | .573                 | 8                    | 31–10                | 16–25                | 18–8                 |                      |
| Houston Rockets        | 42                   | 40                   | .512                 | 13                   | 28–13                | 14–27                | 12–14                |                      |
| Denver Nuggets         | 24                   | 58                   | .293                 | 31                   | 18–23                | 6–35                 | 8–18                 |                      |
| Dallas Mavericks       | 22                   | 60                   | .268                 | 33                   | 15–26                | 7–34                 | 11–15                |                      |
| Minnesota Timberwolves | 15                   | 67                   | .183                 | 40                   | 9–32                 | 6–35                 | 9–17                 |                      |

## Estadísticas

### Temporada regular
| Rk | Jugador            | Edad | P  | PT | MP   | TC  | TCI  | %TC  | T3  | T3I | %T3  | TL  | TLI | %TL  | RO  | RD  | RT   | AS  | RB  | TAP | BP  | FP  | PTS  |
| -- | ------------------ | ---- | -- | -- | ---- | --- | ---- | ---- | --- | --- | ---- | --- | --- | ---- | --- | --- | ---- | --- | --- | --- | --- | --- | ---- |
| 1  | Hakeem Olajuwon    | 29   | 70 | 69 | 37.7 | 8.4 | 16.8 | .502 | 0.0 | 0.0 | .000 | 4.7 | 6.1 | .766 | 3.5 | 8.6 | 12.1 | 2.2 | 1.8 | 4.3 | 2.7 | 3.8 | 21.6 |
| 2  | Otis Thorpe        | 29   | 82 | 82 | 37.3 | 6.8 | 11.5 | .592 | 0.0 | 0.1 | .000 | 3.7 | 5.6 | .657 | 3.5 | 7.0 | 10.5 | 3.0 | 0.6 | 0.5 | 2.9 | 3.7 | 17.3 |
| 3  | Vernon Maxwell     | 26   | 80 | 80 | 33.8 | 6.3 | 15.2 | .413 | 2.0 | 5.9 | .342 | 2.6 | 3.3 | .772 | 0.5 | 2.6 | 3.0  | 4.1 | 1.3 | 0.4 | 2.2 | 2.5 | 17.2 |
| 4  | Kenny Smith        | 26   | 81 | 80 | 33.8 | 5.3 | 11.2 | .475 | 0.7 | 1.7 | .394 | 2.7 | 3.1 | .866 | 0.4 | 1.8 | 2.2  | 6.9 | 1.3 | 0.1 | 2.8 | 1.4 | 14.0 |
| 5  | Buck Johnson       | 28   | 80 | 69 | 27.5 | 3.6 | 7.9  | .458 | 0.0 | 0.1 | .111 | 1.3 | 1.8 | .727 | 1.2 | 2.7 | 3.9  | 2.0 | 0.9 | 0.6 | 1.3 | 2.9 | 8.6  |
| 6  | Sleepy Floyd       | 31   | 82 | 3  | 20.3 | 3.5 | 8.6  | .406 | 0.5 | 1.5 | .301 | 1.6 | 2.1 | .794 | 0.4 | 1.4 | 1.8  | 2.9 | 0.7 | 0.3 | 1.6 | 1.6 | 9.1  |
| 7  | Larry Smith        | 34   | 45 | 7  | 17.8 | 1.1 | 2.0  | .543 | 0.0 | 0.0 | .000 | 0.1 | 0.2 | .364 | 2.4 | 3.3 | 5.7  | 0.7 | 0.5 | 0.2 | 1.0 | 2.7 | 2.3  |
| 8  | Matt Bullard       | 24   | 80 | 7  | 16.0 | 2.6 | 5.6  | .459 | 0.8 | 2.1 | .386 | 0.5 | 0.6 | .760 | 0.9 | 1.9 | 2.8  | 0.9 | 0.3 | 0.3 | 0.7 | 1.6 | 6.4  |
| 9  | Avery Johnson      | 26   | 49 | 1  | 15.8 | 2.1 | 4.5  | .464 | 0.1 | 0.2 | .300 | 0.9 | 1.4 | .609 | 0.2 | 0.8 | 0.9  | 3.4 | 0.8 | 0.1 | 1.3 | 0.9 | 5.1  |
| 10 | Carl Herrera       | 25   | 43 | 7  | 13.2 | 1.9 | 3.7  | .516 | 0.0 | 0.0 | .000 | 0.6 | 1.0 | .568 | 0.8 | 1.5 | 2.3  | 0.6 | 0.4 | 0.6 | 0.9 | 1.4 | 4.4  |
| 11 | Tree Rollins       | 36   | 59 | 5  | 11.8 | 0.8 | 1.5  | .535 | 0.0 | 0.0 |      | 0.4 | 0.5 | .867 | 1.0 | 1.9 | 2.9  | 0.3 | 0.2 | 1.1 | 0.3 | 1.4 | 2.0  |
| 12 | John Turner        | 24   | 42 | 0  | 8.2  | 1.0 | 2.3  | .439 | 0.0 | 0.0 |      | 0.7 | 1.4 | .525 | 0.9 | 1.0 | 1.9  | 0.3 | 0.1 | 0.1 | 0.8 | 1.0 | 2.8  |
| 13 | Dave Jamerson      | 24   | 48 | 0  | 7.9  | 1.6 | 4.0  | .414 | 0.2 | 0.6 | .286 | 0.5 | 0.6 | .926 | 0.5 | 0.4 | 0.9  | 0.7 | 0.4 | 0.0 | 0.5 | 0.8 | 4.0  |
| 14 | Gerald Henderson   | 36   | 8  | 0  | 4.3  | 0.5 | 1.4  | .364 | 0.0 | 0.4 | .000 | 0.5 | 0.8 | .667 | 0.1 | 0.1 | 0.3  | 0.6 | 0.0 | 0.0 | 0.5 | 0.5 | 1.5  |
| 15 | Kennard Winchester | 25   | 4  | 0  | 4.3  | 0.3 | 0.8  | .333 | 0.0 | 0.0 |      | 0.0 | 0.0 |      | 0.0 | 0.0 | 0.0  | 0.0 | 0.0 | 0.0 | 0.0 | 0.3 | 0.5  |
| 16 | Dan Godfread       | 24   | 1  | 0  | 2.0  | 0.0 | 0.0  |      | 0.0 | 0.0 |      | 0.0 | 0.0 |      | 0.0 | 0.0 | 0.0  | 0.0 | 0.0 | 0.0 | 0.0 | 0.0 | 0.0  |

## Galardones y récords
| Jugador/Entrenador | Galardón |
| Akeem Olajuwon     | All-Star |
| Otis Thorpe        | All-Star |